# Encapsulat SOIC

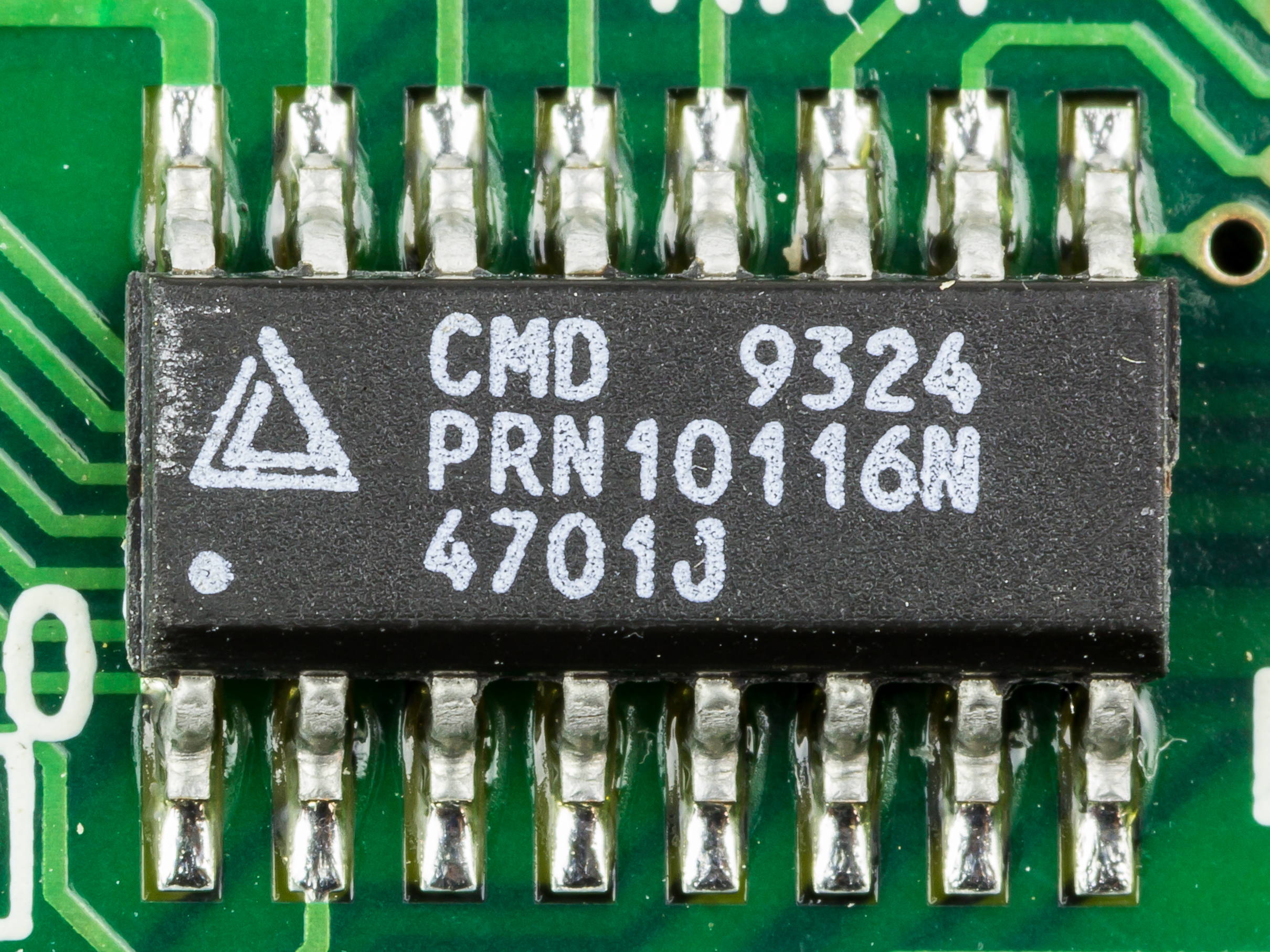
Exemple de CI amb encapsulat SOIC.

Un circuit integrat amb encapsulat SOIC (acrònim anglès de Small Outline Integrated Circuit) és un encapsulat de circuit integrat (IC) muntat a la superfície que ocupa una àrea aproximadament un 30-50% menys que un encapsulat equivalent en línia dual (DIP), amb un gruix típic és un 70% menys. En general, estan disponibles en les mateixes pins que els seus IC DIP homòlegs. La convenció per anomenar el paquet és SOIC o SO seguit del nombre de pins. Per exemple, un 4011 de 14 pins s'allotjaria en un encapsulat SOIC-14 o SO-14.
Estàndards JEDEC i JEITA/EIAJ:
L'encapsulat SOIC es refereix realment als estàndards d'embalatge IC d'almenys dues organitzacions diferents:
- JEDEC:[3]
  - MS-012 ALA DE GAVITA PLÀSTIC DUAL CONTORN PETIT, PAQUET DE PAS DE 1,27 MM, AMPLADA DEL COS DE 3,9 MM.
  - MS-013 PERFIL MOLT GRUIX, FAMÍLIA DE CONTORN PETIT DE PLÀSTIC, PAS 1,27 MM, AMPLADA DEL COS 7,50 MM.
- JEITA (abans EIAJ, terme que alguns venedors encara utilitzen):
  - Paquets de dispositius semiconductors . (EIAJ Tipus II té una amplada corporal de 5,3 mm i una mica més gruixut i més llarg que el JEDEC MS-012).

La imatge següent mostra la forma general d'un paquet estret SOIC, amb dimensions principals. Els valors d'aquestes dimensions (en mil·límetres) per als SOIC comuns es mostren a la taula.

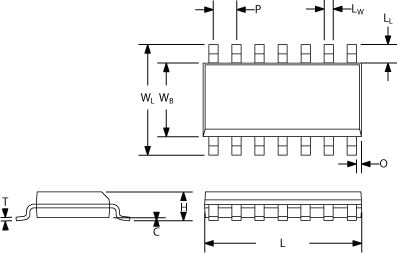

| C  | Espai lliure entre el cos de l'IC i la PCB |
| H  | Alçada total                               |
| T  | Gruix del plom del pin                     |
| L  | Longitud total de l'encapsulat             |
| LW | Amplada del pin                            |
| L  | Longitud del pin                           |
| P  | Distància entre pins                       |
| WB | Amplada del cos de l'IC                    |
| WL | Amplada de pin a pin                       |
| O  | Volant final                               |